# Hermann Behrbohm

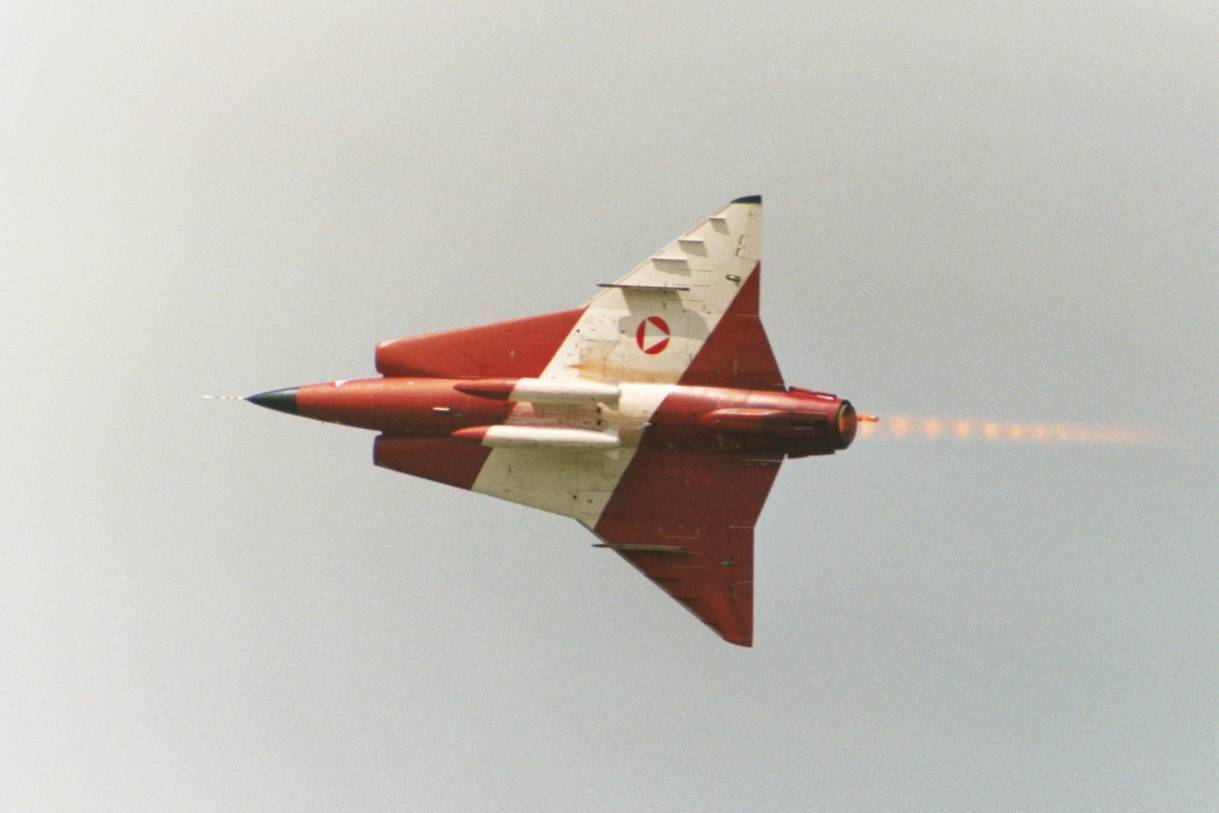
Saab 35 Draken

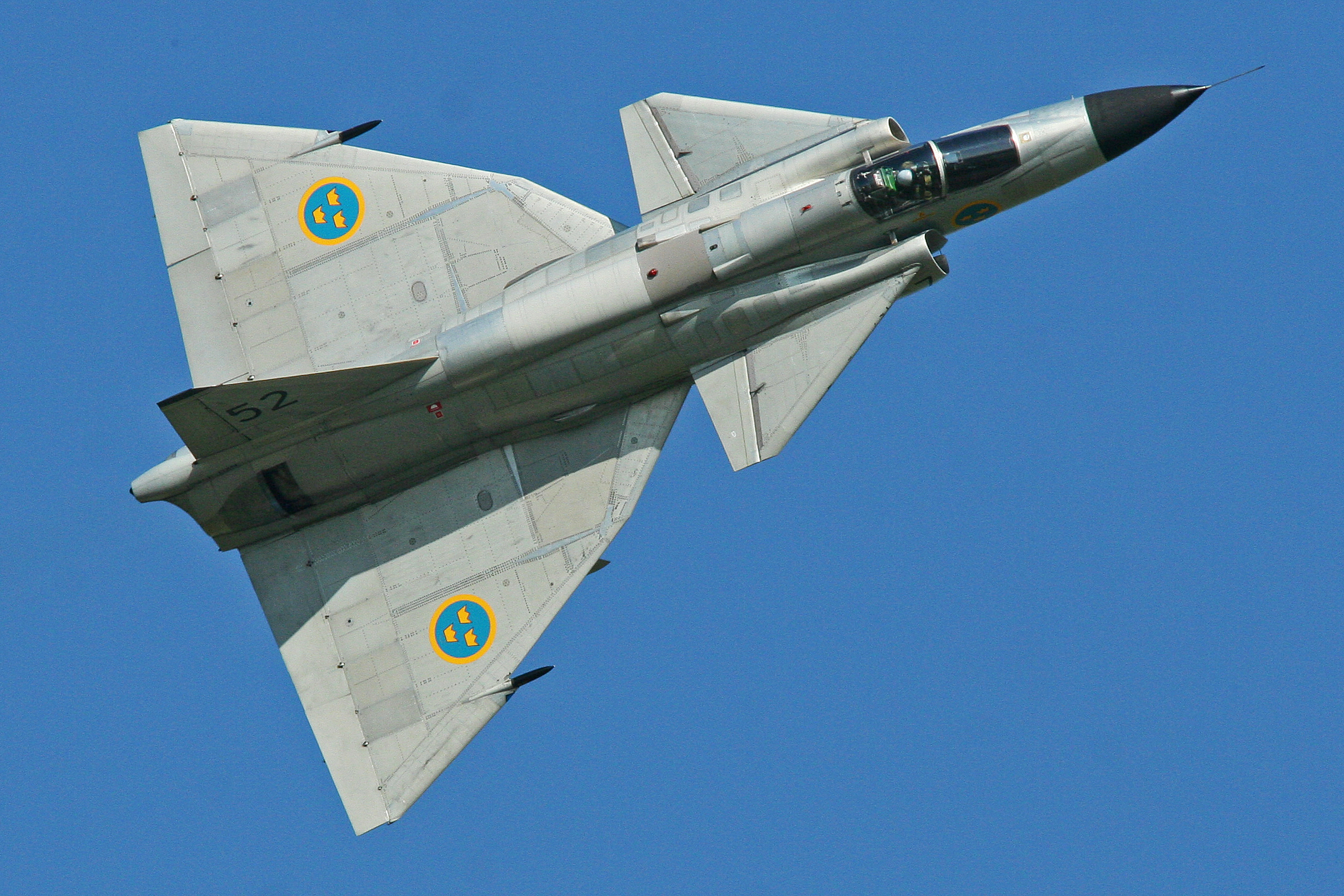
Saab 37 Viggen

Otto Hermann Bernhard Behrbohm, Dr. rer. nat. (PhD) född 30 oktober 1907 i Karlsruhe, Storhertigdömet Baden, Kejsardömet Tyskland, död 12 oktober 1977 Fingelsham, Northbourne, Kent, Storbritannien, var en tysk matematiker verksam i Sverige och Tyskland.
Hermann Behrbohm ansvarade för de aerodynamiska beräkningarna vid forsknings och utvecklingsarbete för Messerschmitt och Saab AB där han var betydelsefull i designen av Saab 35 Draken, Saab 37 Viggen, Messerschmitt Me 262 mfl. Han var mycket betydelsefull tillsammans med Alexander Lippisch och senare Bertil Dillner för deltavingens och överljudsflygets utveckling. Han författade många artiklar i aerodynamisk och matematisk fackpress som finns tillgängliga på bibliotek och internet. Utmärkande är att han fick Thulinmedaljen 1968 i silver för att ha med arbete främjat den flygtekniska utvecklingen.
Han levde på grund av omständigheterna i flera olika länder och gjorde insatser för flygtekniken. Till slut flyttade han som pensionär 1972 till England med sin brittiska fru. Hans barn bodde kvar i Östergötland. 

## Biografi

### Utbildning och doktorsavhandling i Tyskland
Han tog studerade maskinteknik vid teknisk högskolan i Karlsruhe samt matematik och talteori vid Georg-August-Universität Göttingen.
Behrbohm var 1933–1936 forskarassistent vid Georg-August-Universität Göttingen och skrev sin doktorsavhandling om algebraiciteten hos meromorfismerna hos en elliptisk funktionskropp. Avhandlingen godkändes ej av politiska skäl då handledaren var judisk och Nazityskland tagit över. År 1944 promoverades han för doktorsgrad i matematik och fysik.
Behrbohm hade också stora svårigheter att få gifta sig med sin första fru på grund av regelverket i Nazityskland. Hon hade svårigheter att få biologiska renhetsintyg (okänd far) och därmed kunna gifta sig med honom, vilket var möjligt först 1940.

### Messerschmitt
Han blev rekryterad 1937 till Messerschmitts aerodynamik-avdelning i Augsburg. 
Herrman Behrbom var matematiker och som sådan efterfrågad i flygindustrin där man måste göra sina teoretiska beräkningar för att sedan göra tester för att driva utvecklingsprojekten framåt. 

#### Augsburg 1937-1944
Han deltog i arbete med höghastighetsförsök med Messerschmitt Bf 109 med Lukas Schmid.
Vid Messerschmitt i Augsburg under dessa år var annars huvudprojektet utvecklingen av Messerschmitt Me 262.
Här skedde också från 1939 utvecklingen av raketflygplanet Messerschmitt Me 163 under ledning av Alexander Lippisch.

#### Oberammergau 1944-1945
Efter bombningar av Augsburg april 1944 flyttades utvecklingsverksamheten till Oberammergau i underjordiska anläggningar i berget på Oberbayerische Forschungsanstalt. Familjen blir kvar i Mering.
Messerschmitts utvecklade också här från slutet av 1944 under Willy Messerschmitts personliga ledning Messerschmitt P. 1101. Messerschmitt P. 1101 är mycket likt Saab 29 Tunnan som skapades före Hermanns tid på Saab samt MiG-15 och F-86 Sabre.

#### Wiener Neustadt 1944-1945
Från hösten 1944 arbetade han parallellt på halvtid för Luftfahrtforschungsanstalt Wien (LFW) i Wiener Neustadt, där Alexander Lippisch hade startat ett eget utvecklingskontor. 
Lippisch hade intill dess arbetat för Messerschmitt i Augsburg med raketflygplanet Messerschmitt Me 163. Han och Willy Messerschmitt var inte överens om designen där Lippisch inte ville ha stjärtvingar då de gjorde luftmotstånd och hindrade prestanda. 
I Wiener Neustadt arbetade  Lippisch med vidareutveckling med det deltavingade (stjärtvingelösa) mini-jaktplanet Lippisch P.13a (stenkols-jet) som ingick i folkjaktplansprogrammet i slutet av kriget. Lippisch P.13a var visserligen pyttelitet men deltavingat och har likheter med Saab 35 Draken i sin design, som Hermann senare medverkade vid utvecklingen av. Så också ex Dassault Mirage III. 
Man kan se Messerschmitt Me 163 och inte minst Lippisch P.13a som grunden till alla  deltavingade stridsflygplan som följde under 50-talet.

### Ockupation - BEE
Efter krigsslutet 1945 var Behrbohm  arbetslös far till en familj med fyra barn i Mering (Amerikanska ockupationszonen). Han fick gåvor av inhysta amerikanska officerare men arbetade också en tid med jord- och skogsbruk med naturabetalning, för att skaffa familjen mat på bordet.
Våren 1946  blir han rekryterad av BEE (franskt aerodynamiskt forsknings- och utvecklingsinstitut inom ramen för fransk-tyska forskningsinstitutet Saint-Louis (ISL)) med verksamhet i Emmendingen och Weil am Rhein i Franska ockupationszonen. Där hans erfarenheter om deltavingar varit nyttiga för Dassault Aviations konstruktioner såsom Mirage III. 
Efter bildandet av Förbundsrepubliken Tyskland 1949 och upphörandet av ockupationen var möjligheterna större att finna vetenskapligt intressanta arbeten utomlands och Behrbohm fick erbjudanden från Frankrike och andra länder.

### Saab
Behrbohm valde 1951 att börja arbeta på Saab flytta till Linköping med sin familj som blev naturaliserade östgötar. 
Motiven för valet att arbeta för Saab var projekten Saab 32 Lansen och Saab 35 Draken under Erik Bratt och Tore Gullstrand. Att vara specialist på aerodynamik är en smal arbetsmarknad med få arbetsgivare i världen som har tillräckliga resurser för att man skall kunna skapa bra resultat. Saab där man byggde upp verksamhet och Sveriges ambitioner gav Hermann de möjligheterna.  
Beställarens, svenska flygvapnets önskemål (Försvarsbeslutet 1958) på 1950 till 70-talen var att kunna angripa strategiska kärnvapen-bombflyg såsom Tupolev Tu-16 på kort tid innan de nått målen. Detta med riktigt snabba överljuds-deltavinge-jaktflygplan såsom Saab 35 Draken, där hastighet och beredskap var det primära. Svenska flygvapnets önskemål var också invasionsförsvar över omliggande haven med attackflyg samt ultrasnabba spaningsflygplan såsom Saab 37 Viggen. Ekonomi och materialteknik för värme av friktionen mot atmosfären satte gränsen för hastigheten. Detta genererade stora beställningar att bygga upp ett mycket stort flygvapen och resurser för  utvecklingsarbete.
Hermann Behrbohm och Bertil Dillner gjorde betydande insatser i designen av Saab 37 Viggen och särskilt utformningen och testerna av canardvinge-konstruktionen.
Behrbohm blev kvar vid Saab till sin pension 1972. Under åren 1960-64 var han chef för aerodynamikavdelningen, deltog också i projekten Saab 37 Viggen och Saab 105/SK60 och publicerade ett stort antal artiklar i aerodynamik. Han var en uppskattad medarbetare och tilldelades Thulinmedaljen 1968 i silver.
Efter pensioneringen flyttade han med sin andra fru till hennes hemort i södra England och levde där därefter.